# Laryne
Laryne (ukrainisch Ларине; russisch Ларино Larino) ist eine Siedlung städtischen Typs im Osten der Ukraine in der Oblast Donezk mit etwa 4900 Einwohnern.

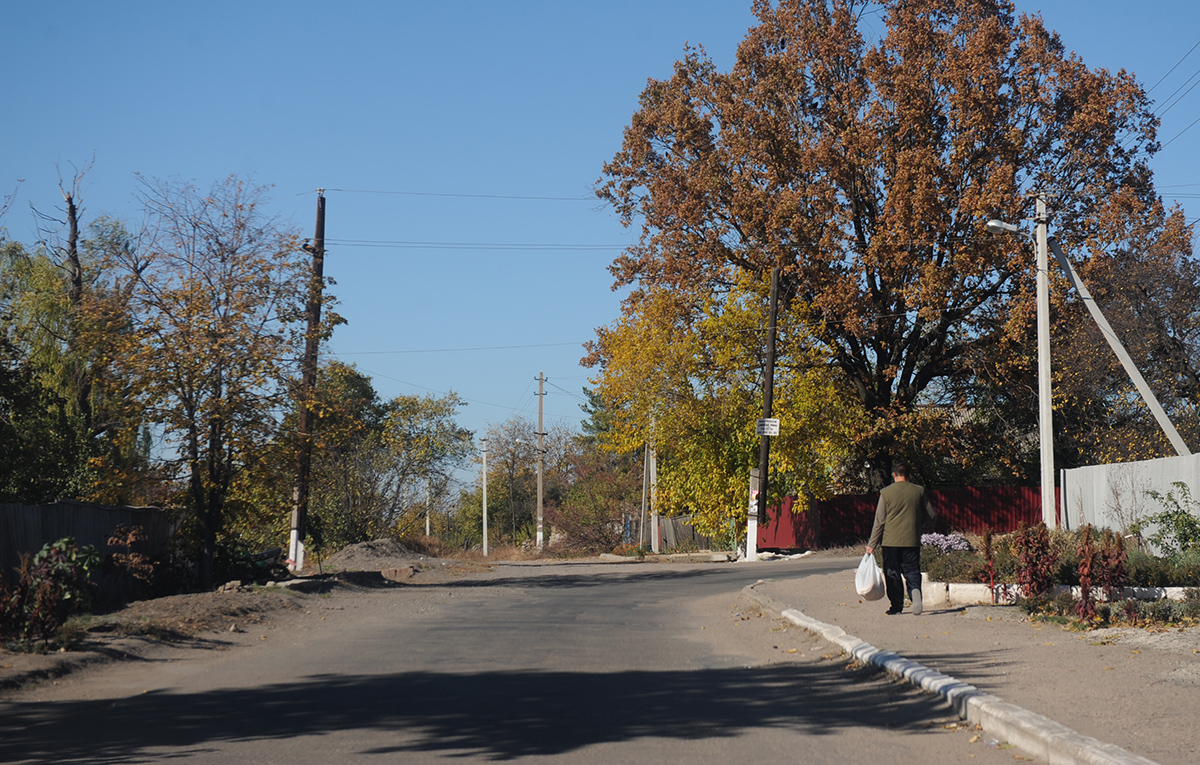
Straßenansicht des Ortes

Die Siedlung städtischen Typs befindet sich im Südosten des Stadtgebiets von Donezk und gehört zum Stadtrajon Budjonnyj, etwa neun Kilometer vom Stadt- und Oblastzentrum Donezk entfernt am Fluss Kalmius gelegen. Zur gleichnamigen Siedlungsratsgemeinde zählt auch das Dorf Pawlohradske (Павлоградське). 
Der Ort wurde 1872 im Zuge des Baues einer Eisenbahnstrecke gegründet, er erhielt 1938 den Status einer Siedlung städtischen Typs, im Sommer 2014 gab es Kämpfe im Ort im Verlauf des Ukrainekrieges, dieser ist seither in der Hand der Separatisten der Volksrepublik Donezk.